# Ước lệ nghệ thuật
Ước lệ nghệ thuật là một thuộc tính bản chất nhằm phân biệt sự miêu tả nghệ thuật với khách thể mà nó tái hiện. Mỹ học hiện đại phân biệt hai thứ ước lệ.
Tính không đồng nhất giữa hình tượng nghệ thuật với thực tại đời sống. Với ý nghĩa này, tất cả mọi yếu tố của ngôn ngữ nghệ thuật, hình tượng nghệ thuật như không gian, thời gian, người trần thuật, lời đối thoại,… đều mang tính ước lệ. Tuy nhiên, thông thường, những người có cùng một trình độ văn hóa nghệ thuật, với sáng tác nào đó, không xem tính đồng nhất ấy là ước lệ. Chỉ khi có một trình độ nghệ thuật mới xuất hiện thì người ta mới nhận ra tính ước lệ trong văn học giai đoạn trước.
Ước lệ theo nghĩa thứ hai (hoặc ước lệ trong quan niệm hiện đại và trong cách dùng phổ biến) là sự phá vỡ cố ý và lộ liễu tính giống thực trong phong cách tác phẩm. Có nhiều ngọn nguồn và kiểu dạng thể hiện. Ước lệ này phát sinh do chuyển hóa của ước lệ theo nghĩa thứ nhất, khi được dùng như những thủ pháp công nhiên vạch trần ảo giác nghệ thuật (ví dụ: nguyên tắc kịch tự sự của B.Brếch) hoặc khi sử dụng hình tượng huyền thoại, truyền thuyết, cổ tích,… vào những mục đích nghệ thuật mới (ví dụ: Gác-găng-chuya và Păng-ta-gruy-en của Ra-bơ-le, Phao-xtơ của Gớt, Nghệ nhân và Mác-ga-ri-ta của M. Bun-ga-cốp,Xăng-tôn của Ấp-đai-cơ,…). Việc phá vỡ các tỉ lệ, việc phối hợp và nhấn mạnh những thành tố nào đó của thế giới nghệ thuật, làm cho hư cấu của tác giả trở nên lộ liễu – tạo nên những thủ pháp phong cách chứng tỏ “trò chơi có ý thức” của tác giả đối với ước lệ coi nó như một phương thức thẩm mỹ nhằm làm biến dạng thực tại (Gu-li-vơ du ký của Xuýp-tơ, Cái mũi của Gô-gôn,Lịch sử một thành phố của Xan-tư-cốp – Sê-đơ-rin…).
Các kiểu hình tượng ước lệ lộ liễu là: ảo tưởng nghịch dị; các kiểu ghép nối và phóng đại (hyperbol), tượng trưng, phúng dụ (chúng có thể là ước lệ viễn tưởng như Ca tụng sự điên rồ của E-ra-xmux Rốt-te-ro-đa-mux, Con quỷ của Léc-man-tốp, chúng cũng có thể giống thực, như các biểu tượng hải âu (Vườn anh đào của Sê-khốp,…). Văn học thế kỷ XX sử dụng rộng rãi các kiểu ước lệ, nhất là kiểu hình tượng huyền thoại, đồng thời cũng tạo ra các “huyền thoại” mới (Ph. Cáp-ca, A. Ca-muy, E. I-ô-nét-xcô) bằng các hình thức ước lệ.
Có những thể tài văn học xây dựng hoàn toàn bằng kiểu hình tượng ước lệ như truyện ngụ ngôn, truyện cổ tích, truyện viễn tưởng khoa học.